# NGC 1156
NGC 1156 је галаксија у сазвежђу Ован која се налази на NGC листи објеката дубоког неба.
Деклинација објекта је + 25° 14' 14" а ректасцензија 2h 59m 42,1s. Привидна величина (магнитуда) објекта NGC 1156 износи 11,7 а фотографска магнитуда 12,3. Налази се на удаљености од 7,100 милиона парсека од Сунца. NGC 1156 је још познат и под ознакама UGC 2455, MCG 4-8-6, CGCG 485-6, KARA 121, VV 531, IRAS 02567+2502, PGC 11329.